# Теплець
Теплець — гіпотетична невагома речовина, яка за уявленнями природознавців XVIII та початку XIX століть перетікала
від теплого тіла до холодного, нагріваючи його. Відкриття першого закону термодинаміки встановило еквівалентність теплової та механічної енергій, після чого теорія теплецю застаріла й вийшла з ужитку.
Теорію теплецю запропонував Лавуазьє в 1783 році. Французька назва теплецю (calorique) збереглася в назві одиниці кількості тепла — калорії.